# 库尔特坦和萨朗
库尔特坦和萨朗（法語：Courtetain-et-Salans，法語發音：[kuʁtətɛ̃ e salɑ̃]）是法国杜省的一个市镇，属于蓬塔利耶区。该市镇于1790-1794年间由库尔特坦（Courtetain）和萨朗（Salans）合并而成。

## 地理
库尔特坦和萨朗（47°15'25"N, 6°25'1"E）面积6.85 平方千米，位于法国勃艮第-弗朗什-孔泰大區杜省，该省份为法国东部内陆省份，北起上索恩省，西接汝拉省，东部及东南部与瑞士接壤，东北部与贝尔福地区省接壤。
与库尔特坦和萨朗接壤的市镇（或旧市镇、城区）包括：奥尔桑、帕萨旺、沃德里维莱尔、韦勒罗莱韦尔塞勒。

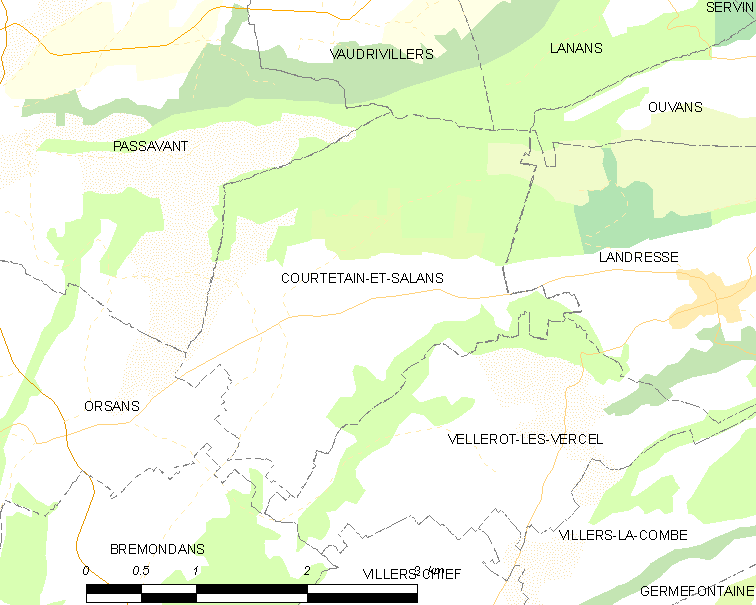
库尔特坦和萨朗的OSM定位图

库尔特坦和萨朗的时区为UTC+01:00、UTC+02:00（夏令时）。

## 行政
库尔特坦和萨朗的邮政编码为25530，INSEE市镇编码为25175。

## 政治
库尔特坦和萨朗所属的省级选区为瓦尔达翁县。

## 人口

1962-2008年间库尔特坦和萨朗人口变化图示

库尔特坦和萨朗于2022年1月1日时的人口数量为91人。